# كويز العليا (غرمسار كرمان)
کویز العلیا (بالفارسية: کویز علیا) هي قرية تقع في إيران في قسم مردهك الریفي. يقدر عدد سكانها بـ 258 نسمة .